# Bartolomeo Giolfino
Bartolomeo Giolfino (Verona, 1410 circa – Verona, 1486) è stato uno scultore italiano.

## Biografia
Era figlio di Antonio Giolfino e fu tra gli esponenti di una famiglia di artisti di origine piacentina che si trasferì a Verona agli inizi del Quattrocento. 
Morì nel 1486 e fu sepolto nella cappella Giolfino del Duomo di Verona.

## Discendenza
Bartolomeo sposò in prime nozze una certa Agnese, dalla quale ebbe un figlio, Antonio (?-1433 ca.). Sposò in seconde nozze intorno al 1450 Margherita del Copa, dalla quale ebbe quattro figli:
- Nicolò Giolfino (1450-1501), scultore
- Giovanni (1454/1456-1520 ca.)
- Girolamo (1460-?)
- Giuliano (?-1478)

## Galleria d'immagini

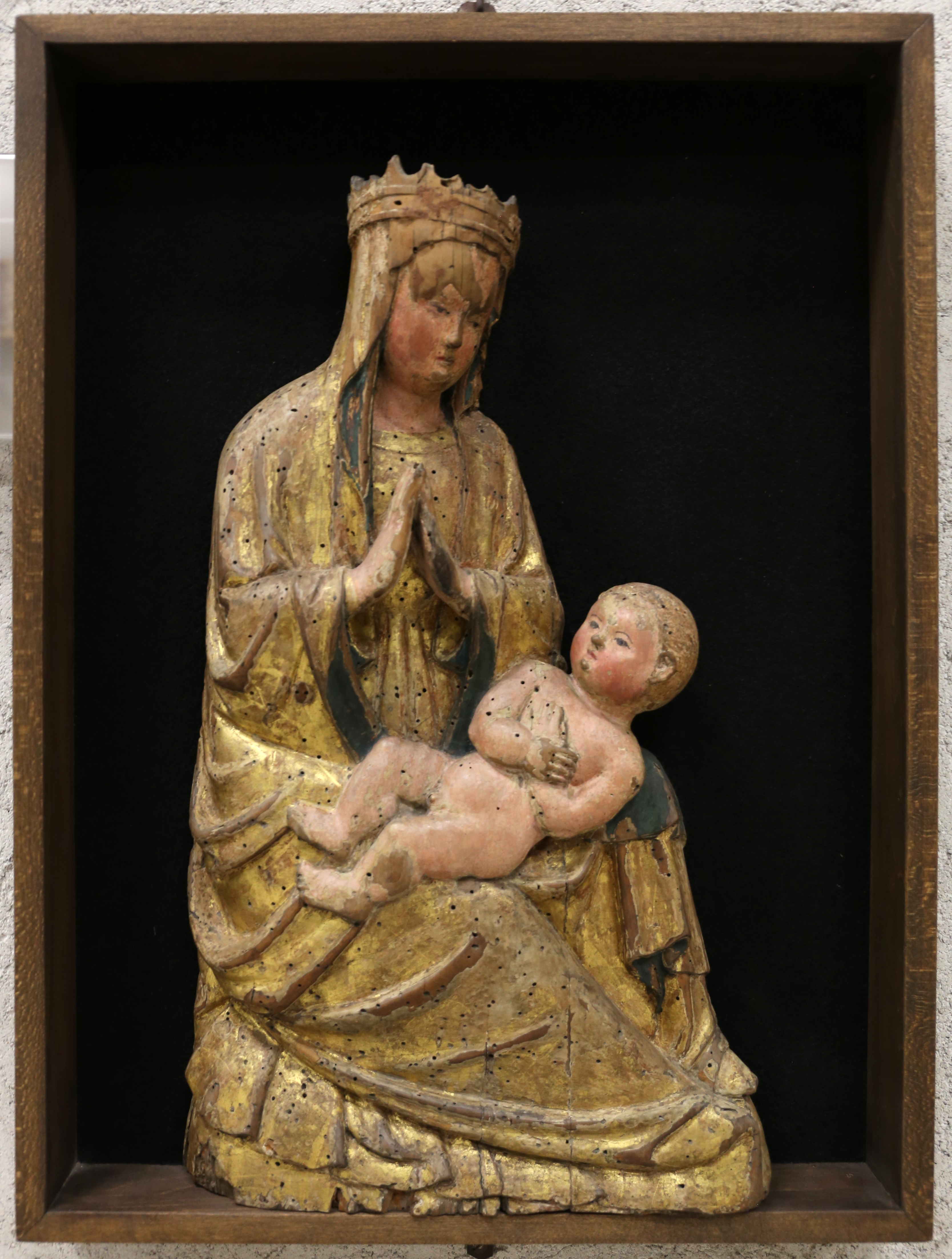
Bartolomeo Giolfino (attr.), Madonna col Bambino, Museo di Castelvecchio, Verona. 1440/1460
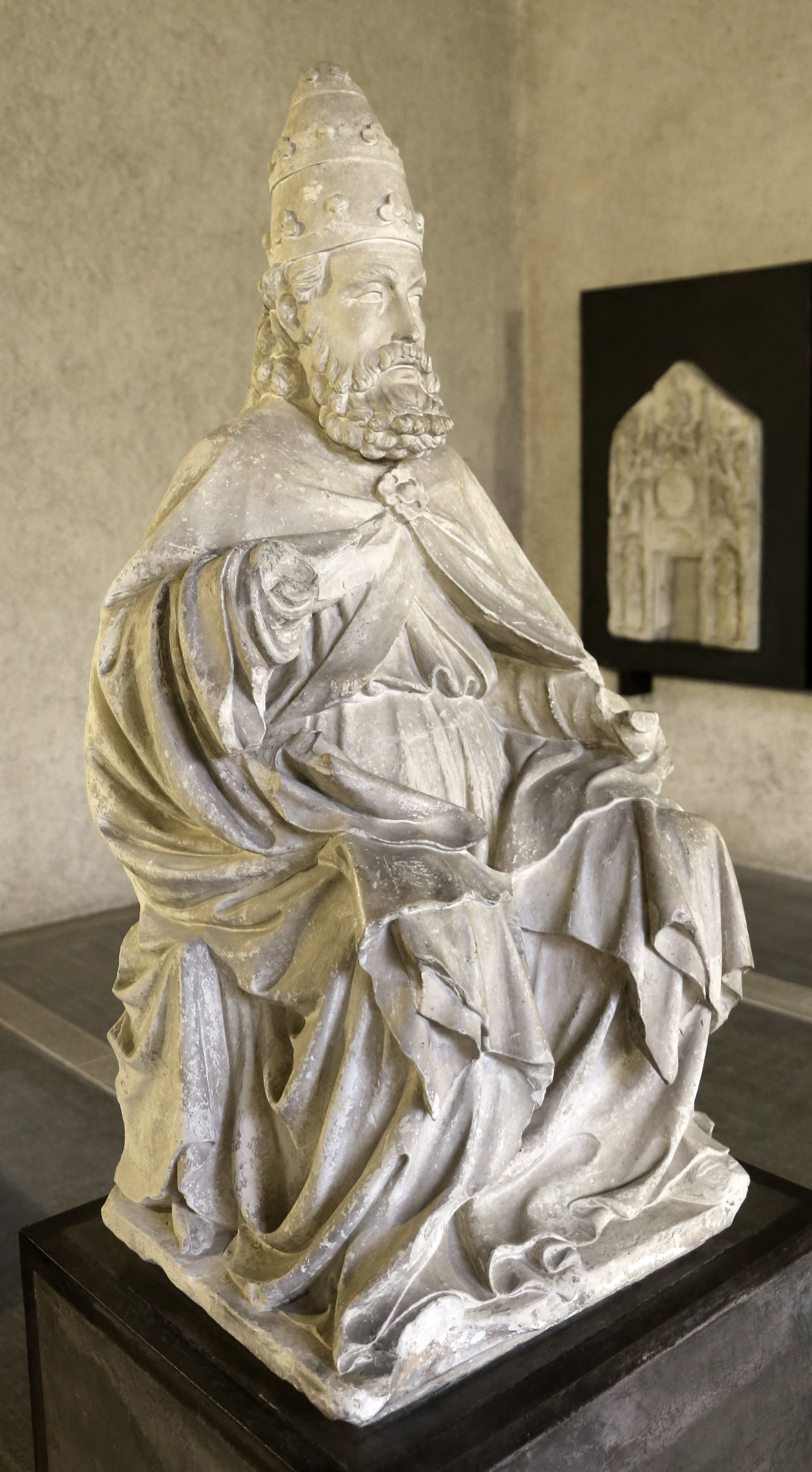
Bartolomeo Giolfino, San Pietro, Museo di Castelvecchio, Verona
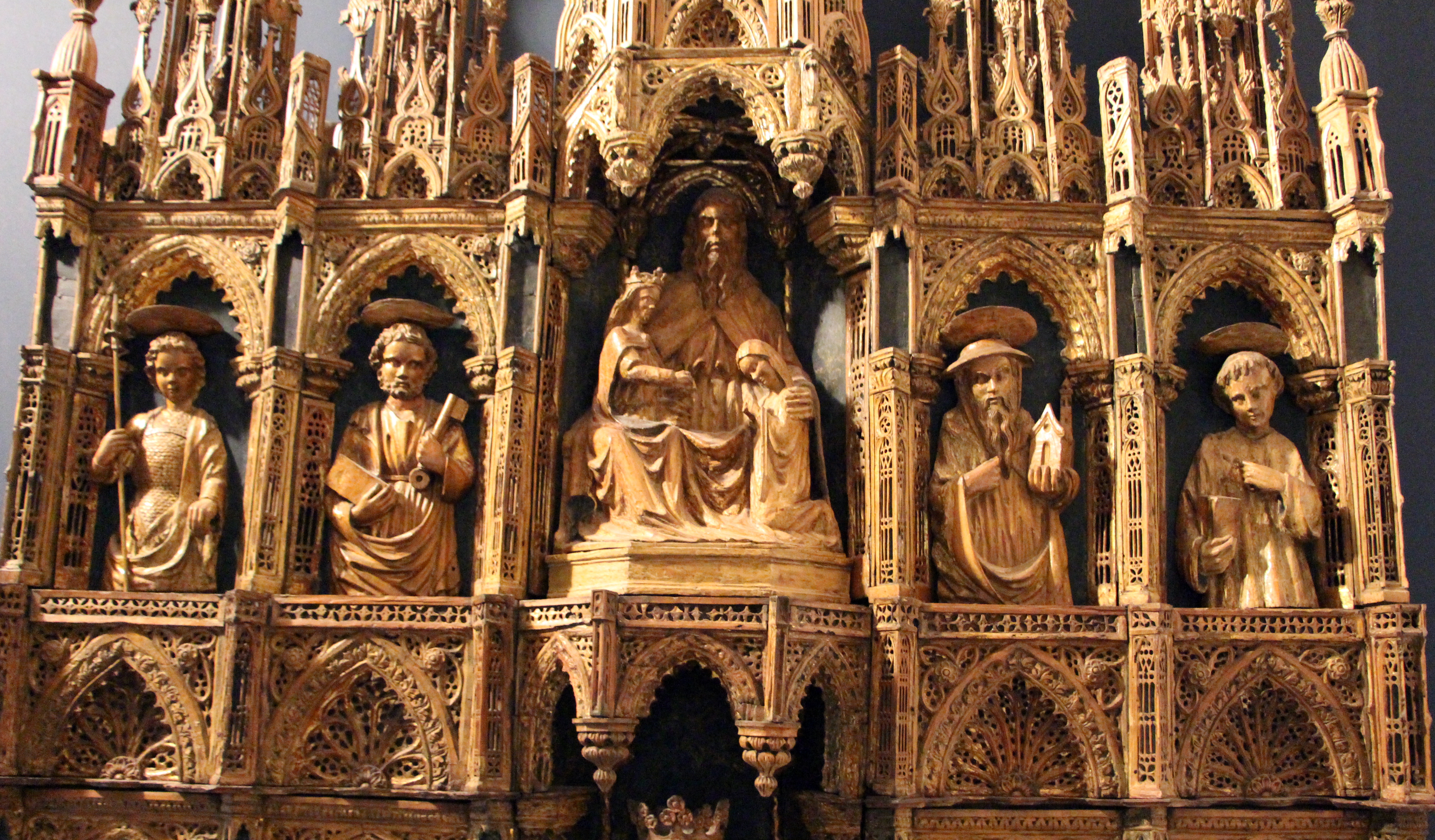
Bartolomeo Giolfino, Madonna col bambino e santi, Gallerie dell'Accademia, Venezia, 1470